# NGC 4835
NGC 4835 ist eine 11,6 mag helle Balken-Spiralgalaxie vom Hubble-Typ SBbc im Sternbild Zentaur am Südsternhimmel. Sie ist schätzungsweise 160 Millionen Lichtjahre von der Milchstraße entfernt und hat einen Durchmesser von etwa 85.000 Lj.
Das Objekt wurde am 3. Juni 1834 von John Herschel mit einem 18–Zoll–Spiegelteleskop entdeckt, der sie dabei mit „bright, large, much elongated, gradually a little brighter in the middle, 90 arcseconds long, 25 arcseconds broad“ beschrieb. Bei einer zweiten Beobachtung notierte er „faint, much elongated, very gradually brighter in the middle, 25 arcseconds“; seine letzte Beobachtung kommentierte er mit „faint, much elongated in pos 147; very slightly brighter in the middle; 2′ long. Taken beyond the meridian, and out of reach in RA“.